# أحمد بن الصديق الغماري
أحمد بن الصدِّيق الغُماري الحسَني (1320- 1380 هـ / 1901- 1960 م) هو فقيه ومحدِّث مغربي.

## نسبه
هو شهابُ الدينِ أبو الفيض أحمدُ بن محمد بن الصدِّيق بن أحمد بن محمد بن قاسم بن محمد بن محمد بن عبد المؤمن التجُكاني المنصوري، الإدريسي الحسني. ينتهي نسبه إلى إدريس الأكبر بن عبد الله الكامل بن الحسن المثنى بن الحسن بن علي بن أبي طالب. ونَسبُهُ من جهة أمه ينتهي أيضًا إلى إدريس الأكبر، فهي حفيدة أحمد بن عجيبة الإدريسي الحسني.

## ولادته ونشأته
ولدَ يوم الجمعة السابع والعشرين من رمضان سنة 1320 هـ (1901 م) بقبيلة بني سعيد، في بيت عمته، حيث كان والده في زيارتها. وبعد شهرين من ولادته عاد به والده إلى طنجة.
وعندما بلغ الخامسة من عمره أدخله والده الكُتَّاب لحفظ القرآن الكريم على يد تلميذه العربي بن أحمد بودرة، ثم حفظ جملة من المتون العلمية المتداولة في المغرب آنذاك، فحفظ المقدمة الآجرومية والألفية بشرح ابن عقيل في النحو، والمرشد المعين على الضروري من علوم الدين لابن عاشر، ومختصر خليل في الفقه المالكي، وأم البراهين للسنوسي، وجوهرة التوحيد للقاني في التوحيد، والبيقونية في المصطلح، وبلوغ المرام من أدلة الأحكام للحافظ ابن حجر.
ثم اشتغل بدرس تلك المتون، فحضر دروس شيخه العربي بودرة في النحو والصرف والتوحيد والفقه، ودروس والده محمد بن الصديق في الجامع الكبير بطنجة في النحو والفقه والحديث وغيرها، وكان والده كثيرا ما يحدثه بقصص وتراجم العلماء يشحذ بذلك همته. ولما بلغ من العمر تسع سنوات اصطحبه معه والده لأداء فريضة الحج، وبعد عودته استكمل حفظ القرآن الكريم. ومنذ بلغ الخامسة عشر من العمر حبب الله إليه علم الحديث، فأقبل على قراءة كتبه، وكتب التخريج والرجال.

## إخوته:[1]
هو وإخوته سبعة:
1. أحمد بن الصديق، 1320- 1380 هـ.
2. عبد الله بن الصديق، 1328- 1413 هـ.
3. محمد الزمزمي بن الصديق، 1330- 1408 هـ.
4. عبد الحي بن الصديق، 1335- 1415 هـ.
5. عبد العزيز بن الصديق، 1338- 1418 هـ.
6. الحسن بن الصديق، 1344- 1431 هـ.
7. إبراهيم بن الصديق، 1454- 1424 هـ. وهو أخوهم غير الشقيق.

## طلبه العلم ورحلاته العلمية
تلقى أحمد بن الصديق مبادئ العلوم في بلده على يد والده وتلامذته، ثم توجه إلى مصر للدراسة بالأزهر الشريف سنة 1339 هـ، وذلك بأمر من والده الذي عين لَه كيفية التلقي وما ينبغي أن يقدمه من العلوم، ووصف له العلماء الذين ينبغي الأخذ عنهم وحضور دروسهم. وبعد سنتين عاد إلى المغرب لحضور جنازة والدته. ثم رجع إلى القاهرة، واعتكف في بيته يدرس كتب الحديث، حتى إنه بقي سنتين لا يخرج من بيته إلا لصلاة الجمعة، ولا ينام حتى يصلي الضحى، اغتناما للوقت، وسهرا في المطالعة والحفظ.
وفي سنة 1344 هـ قدم والده القاهرة لحضور مؤتمر الخلافة، فسافر برفقته لدمشق قصد زيارة محمد بن جعفر الكتاني المقيم إذ ذاك بها، ثم رجع ووالده إلى المغرب، حيث قام برحلة موسعة قصد فيها لقاء علماء المغرب. وبقي بالمغرب حوالي أربع سنوات، أقبل فيها على الاشتغال بالحديث حفظا ومطالعة وتصنيفا وتدريسا، فدرَّس ((نيل الأوطار)) و ((الشمائل المحمدية))، وفي هذه الفترة كتب شرحا موسعا على الرسالة، يذكر لكل مسألة أدلتها، سماه ((تخريج الدلائل لما في رسالة القيرواني من الفروع والمسائل))، كتب منه مجلدا ضخما إلى كتاب النكاح، ثم عدل منى التطويل إلى الاختصار، وسمى المختصر ((مسالك الدلالة على متن الرسالة)).
وفي سنة 1349 هـ عاد إلى مصر بصحبة أخويه: عبد الله ومحمد الزمزمي ليدرسا بالأزهر، وفي هذه الفترة كتب العديد من مصنفاته في علم الحديث، وتردد عليه علماء الأزهر للاستفادة من علومه، وطلب منه جماعة – رغم صغر سنه – أن يقرأ معهم ((فتح الباري)) سردا، ويشرح لهم مقدمة ابن الصلاح.
وجلس للإملاء في المسجد الحسيني ومسجد الكيخيا إلى أن اضطر للرجوع إلى المغرب بسبب وفاة والده سنة 1354هـ، فاستلم الزاوية وقام بالخلافة عن والده، واعتنى بتدريس كتب السنة المطهرة، وأملى مجالس حديثية بالجامع الكبير بطنجة، فكان يملي أكثر من خمسين حديثا في المرة الواحدة بأسانيدها من حفظه بلا تلعثم، حتى إذا فرغ منها رجع للأول، فتكلم على سنده وغريبه وفقهه، ثم الثاني وهكذا. واشتغل في هذه الفترة للتأليف، وأخذ يعلن عن أفكاره الداعية إلى تقديم العمل بالحديث، ونبذ التقليد والتمذهب.

## مشاركته السياسية
وذكر عن نفسه أنه خطط لثلاث ثورات ضد الاستعمار الإسباني، انتهت الثالثة منها بالسجن مدة ثلاث سنوات ونصف، مع غرامة فادحة. وبعد خروجه من المعتقل أحاطت به فتن الاستعمار، ومحاولة إيذائه من الاستعمار تارة، ومن الحزبيين والمقلدين تارة أخرى، فاضطر إلى ترك المغرب سنة 1377 هـ إلى القاهرة حيث استقر بها، وخلال هذه الفترة دخل الحجاز حاجا ومعتمرا مرتين، وزار دمشق وحلب والسودان.
وفي أخريات حياته أصابته وأخاه عبد الله محنة كبيرة، إذ احتدت الأزمة بين الإخوان المسلمين والحكومة المصرية، فاتهم أخوه عبد الله بالعمالة لدولة أجنبية، وحكم عليه بالسجن أحد عشر عاما، فمرض الشيخ أحمد مرضا شديدا، وذلك بمرض القلب، ألزمه الفراش، ويقي على ذلك ثمانية أشهر إلى أن وافته المنية متأثرا بذلك يومه الأحد أول جمادى الآخرة سنة 1380 هـ.

## آراؤه في بعض الصحابة
قال: اختصاص على بالحقائق العرفانية والخلافة الباطنية وكونه باباً موصلاً للعارفين إلى الحضرة الأحمدية، دون غيره من الصحابة.

### عبد الله بن عمر
قال: قال بعض الحفاظ أن ابن عمر كان صغير السن، لم يعرف كيف يطلق امرأته فكيف يعرف الأفضل من الصحابة.

### عبد الله بن عم
قال: فكان فيه ناقلا من غير ذوق ولكنه علم لكونه سمعه من النبي ﷺ - قال أحمد الغماري - أي بخلاف علي فإنه كان حاملا له عن ذوق فلذلك كان إمام العارفين ومرجعهم دون غيره.

### معاوية
قال الغماري: ومن تعظيم جنابهم الأقدس وحماهم الأطهر تنزيههم عن إدخال المنافقين والفجرة فيهم وعدهم من زمرتهم مثل معاوية وأبيه، وابنه الحكم بن العاص وأضرابهم قبحهم الله ولعنهم فإن عد هؤلاء من جملة الصحابة بعد التكذيب خبر الله ورسوله بكفرهم ونفاقهم حط من قدر الصحابة رضي الله تعالى عنهم … وعلم سيرة الفاجر اللعين معاوية ومعاندته لله ورسولهواستخفافه بأمرها واستهزائه بالشريعة المحمدية وسفكه الدماء البريئة.
وقال: الطاغية معاوية قبحه الله.
وقال: كان يجبر الناس على وضع الحديث في فضل الشام.
وفي هذا طعن بكل الصحابة الذين حدّثوا عن فضل الشام، وعددهم يزيد على العشرين صحابيا.
وقال: في تلك الأحاديث التي افتراها معاوية اللعين وأنصاره.

### عبد الله بن الزبير
قال: ومن سابر أخبار عبد الله بن الزبير وأحواله وقسوته وجوره وحـبه للدنيا وبخله المفرط علم أنه بعيد عن فضل صحبة رسول الله ﷺ وأنه من فصيلة معاوية، وسمرة، وأبي الأعور السلمي وتلك الطبقة التي وردت فيهم الأحاديث بأنهم من أهل النار.
وقال: وهكذا سيرة الرجل وأحواله لمن تتبعها وهي غريبة عن أخلاق أهل الإيمان فضلا عن أخلاق أصحاب رسول الله صلى.
وقال عنه: كافر منافق.

### سمرة بن جندب
قال: سفك دماءً كثيرة ظلمًا وعدوانا.

## شمائله
وقد كان – كما يصفه تلاميذه ومحبوه – جميل الصورة، بهي الطلعة، بشوش الوجه، سخي اليد، كريم النفس، مرضي الخلق، يتواضعا مع الضعفاء والمساكين، ويساعدهم بماله وجاهه، زاهدا في الدنيا وعرضها، مع أنه صاحب ثروة عريضة بحكم رياسته للزاوية الصديقية الشاذلية. وكان يكره التشبه بالكفار في اللباس والهيئة والشكل، ولا يرى النظر في الجرائد، ويكره الوظائف الحكومية.

## شيوخه
تتلمذ الغماري على شيوخ كثيرين من أبرزهم:
والده محمد بن الصديق بن أحمد الغماري الإدريسي الحسني: شيخ الزاوية الصديقية الشاذلية، توفي سنة 1354 هـ، وقد خصه ابنه بمؤلفين ((التصور والتصديق بأخبار الشيخ محمد بن الصديق)) و ((سبحة العقيق في ترجمة الشيخ سيدي محمد بن الصديق)).
حضر عليه دروسه في المسجد الكبير بطنجة، في الفقه والتفسير والحديث والتوحيد وغيرها.
محمد إمام بن إبراهيم السقا الشافعي: فقيه شافعي، درَّس بالأزهر، توفي سنة 1354هـ.
أخذ عنه ((المقدمة الآجرومية)) و ((الألفية بشرح ابن عقيل)) في النحو، و ((شرح التحرير)) لشيخ الإسلام زكريا في الفقه الشافعي، و ((السلم المنورق)) للأخضري في المنطق، و ((جوهرة التوحيد)) في العقيدة، وسمع عليه ((مسند الشافعي)) و ((الأدب المفرد)) وغير ذلك.
وكان يتعجب من ذكائه وسرعة فهمه، وشدة حرصه على التعليم، ويقول لَه:«لا بد وأن يكون والدك رجلا صالحا للغاية، وهذه بركته، فإن الطلبة لا يصلون إلى حضور الأشموني بحاشية الصبان إلا بعد طلب النحو ست سنين، وقراءة ((الآجرومية)) و ((القطر)) وغيرهما، وأنت ارتقيت إليه في مدة ثلاثة أشهر». وكان يذيع هذا بين العلماء.
وكان أحيانا يقول لَه لما يرى من حرصه على قراءة الكتب التي تدرس في أقرب وقت:«أنت تريد أن تشرب العلم».
- محمد بن سالم الشرقاوي الشهير بالنجدي: شيخ الشافعية ومفتيهم بمصر، توفي سنة 1350هـ.
أخذ عنه ((الإقناع بشرح متن أبي شجاع)) للخطيب الشربيني في الفقه الشافعي، و ((مختصر خليل)) في الفقه المالكي إلى كتاب النكاح، وحضر عليه ((شرح مشكاة المصابيح)) في الحديث.
- محمد بخيت بن حسين المطيعي الحنفي الصعيدي: مفتي الديار المصرية ومفخرتها، توفي سنة 1354هـ.
أخذ عنه التفسير وصحيح البخاري، ولازمه سنتين في ذلك، وحضر بعض دروسه في ((شرح الهداية)) للمرغيناني، و ((شرح الإسنوي على المنهاج))، وسمع منه مسلسل عاشوراء بشرطه.
- محمد بن إبراهيم السمالوطي القاهري المالكي: أحد كبار علماء الأزهر المالكيين، توفي سنة 1353 هـ.
حضر عليه ((تفسير البيضاوي))، و ((موطأ مالك))، ولازمه نحو سنتين، وقرأ عليه ((التهذيب)) في المنطق، ثم أجازه إجازة عامة.
- أحمد بن نصر العدوي: شيخ المالكية بمصر.
قرأ عليه ((صحيح مسلم بشرح النووي)) وأوائل ((سنن أبي داود)).
- عمر بن حمدان المحرسي التونسي المالكي: شيخ شيوخ الإسناد بالحجاز، توفي سنة 1368 هـ.
قرأ عليه وقت قدومه القاهرة ((صحيح البخاري)) و ((الأذكار)) للنووي، و ((عقود الجمان)) للسيوطي في البلاغة.
وله مشايخ في سماع الحديث والإجازة:
- السيد المحدث محمد بن جعفر الكتاني، المتوفى سنة 1345 هـ.
رحل إليه الغماري لدمشق، وسمع منه حديث المسلسل بالأولية، وقرأ عليه كثيرا من مسند أحمد وغيره من كتب السنة.
- المحدث محمد بن إدريس القادري، شارح ((سنن الترمذي))، المتوفى سنة 1350 هـ.
- أحمد بن الخياط الزكاري، المتوفى سنة 1343 هـ.
- أحمد رافع الطهطاوي الحنفي، المتوفى سنة 1355هـ.
- بدر الدين البيباني، المتوفى سنة 1354 هـ.
- وصاحب التصانيف العديدة الشيخ عبد المجيد الشرنوبي الأزهري، المتوفى سنة 1345هـ.
وغيرهم من الشيوخ، وقد ذكرهم في أثباته ((البحر العميق في مرويات ابن الصديق)) و ((صلة الوعاة بالمرويات والرواة)) و ((المعجم الوجيز للمستجيز)).

## تلامذته
فقد ترك العديد منهم، أشهرهم إخوته: عبد الله ومحمد الزمزمي وعبد الحي وعبد العزيز والحسن وإبراهيم.
وعبد الله بن عبد القادر التليدي الإدريسي الحسني ، المحدث المشارك الفقيه، له معهد إسلامي خاص بطنجة يدرس فيه حسبة، وقد ترجم لشيخه في كتابين ((حياة الشيخ أحمد بن الصديق)) و ((تحفة القاري في بعض مبشرات وكرامات أحمد بن الصديق الغماري)).
ومحمد المنتصر الكتاني الحسني، محدث فقيه مؤرخ، درس بالقرويين والأزهر، وكان رئيس قسم الكتاب والسنة بجامعة دمشق، عمل مستشارا لرابطة العالم الإسلامي، ثم للملك فيصل، توفي سنة 1419هـ.
والشيخ عبد الفتاح أبو غدة الحنفي، المحدث الفقيه الأصولي، صاحب التصانيف المتعددة، توفي سنة 1417هـ.
وغيرهم.

## مذهبه وعقيدته ومشربه
تفقه على المذهب السائد في بلده وهو المذهب المالكي
يقول: «كنت في بداية أمري مالكيا، قرأته فيهما من أوله إلى كتاب النكاح بشرح الدردير وحاشية الدسوقي، وما كنت أذهب إلى الدرس إلا وأنا أعلم به من الأستاذ، لأني كنت أحفظه شرحا، وأحيط بجميع ما في الحاشية من الأقوال، وكنت دائما أتحرج من تلك الأقوال المجردة عن الدليل، ولا تكاد نفسي تسلم منها شيئا دون معرفة دليلها، إلى أن زار مصر شيخنا أبو حفص عمر بن حمدان المحرسي المدني، وصرت أقرأ عليه الحديث، فقال: إذا أحببت أن تقف على أدلة المسائل فعليك بمطالعة كتب الشافعية ولو أصغرها كشرح التحرير لشيخ الإسلام زكريا الأنصاري، فيادرت إلى ذلك متعطشا إليه، فلما رأيت الشافعية لا يذكرون مسألة إلا بدليلهاثم بعد هذا مَنَّ الله علينا فبنذنا التقليد جملة وتفصيلا، والحمد لله الذي هدانا لهذا وما كنا لنهتدي لولا أن هدانا الله»(جؤنة العطار 2/7-9 بتصرف).
وقال: «ومذهبه في الفروع الاجتهاد المطلق والعمل بالدليل سواء وافق الجمهور، فضلا عن الأربعة، فضلا عن وأحد منهم، أو خالفهم ما لم يخرق الإجماع المعتبر شرعا» (البحر العميق 1/40).
وأما عقيدته فقد كان أشعريا ، ومحققي الصوفية.
وأما في السلوك: فقد كان صوفي المنزع، شاذلي المشرب، خلف أباه على الطريقة الصديقية، يحب الصوفية الصادقين منهم ويعتقدهم، ويدافع عنهم بلسانه وقلمه، فم الطائفة المنصورة والفرقة الناجية في اعتقاده، بما وهبهم الله من أذواق ومعارف وأسرار، ولهذا كان شديد الوطأة على من يخالف نحلتهم، أو يطعن في منهجهم.

## مكانته العلمية
يعد أحمد بن الصديق الغماري من المحدثين الذين برزوا في القرون المتأخرة.
يقول :«ومنها – أي من نعم الله عليه – بلوغه في الحديث إلى درجة الحفاظ الأقدمين أهل النقد والتجرير والاجتهاد والتحقيق فيه، ما لم يصل إليه أحد من المحدثين بعد الحافظ ابن حجر والسخاوي، بل وفي بعض المسائل لَه اليد المطلقة أكثر منهما وإن لم يصل إلى درجة الحفظ والإطلاع إلى درجتهما لعدم وجود الأصول التي وقفا عليها، ولو تيسرت لَه الأصول التي تيسرت لهما لما انحطت رتبته عنهما، ولله الحمد» (البحر العميق، ص:65).
حيث أنه صحح أحاديث حكم عليها الحفاظ المتقدمون بالوضع بله الضعف، وضعف أحاديث أو حكم ببطلانها إذ حكموا هم عليها بالصحة أو الحسن.
وقد شهد بنبوغه وتفوقه في علم الحديث شيوخه الذين احتاجوا إليه في حياتهم، كالشيخ بخيت، واللبان، والخضر حسين، وعبد المعطي السقا، والمسند الطهطاوي، وعمر حمدان، ويوسف الدجوي، وغيرهم.
وأخباره مع مشايخه المذكورين سطرها في ((البحر العميق في مرويات ابن الصديق)).
كما شهد له بذلك العديد ممن ترجموا له وعرفوه.
Ã-يقول ابن الحاج السلمي:«فقيه، علامة، صاحب مشاركة في كثير من العلوم الإسلامية، وضروب الثقافة العربية الرصينة الأصيلة، إلا أن لَه تخصصا وتبريزا وتفوقا في حلبة علوم الحديث على طريقة الحفاظ الأقدمين، متنا وسندا، ومعرفة تراجم الرواة، وطرق الجرح والتعديل، وقد كون فيها نفسه بنفسه، دون أن يتتلمذ لأحد»(إسعاف الإخوان الراغبين، ص:38).
Ã-ويقول عنه الشيخ عبد السلام بن عبد القادر بن سودة تعالى:«يعد من أكبر المحدثين اليوم بالديار المغربية» (سل النصال للنضال، ص: 181).
Ã-وقال عنه الشيخ أحمد بن محمد مرسي النقشبندي المصري تعالى :«أنه بلغ درجة إمارة المؤمنين في علم الحديث» (مقدمة كتاب الكنز الثمين ، ص: د).
Ã-ويقول شقيقه المحدث عبد الله بن الصديق عند تعداده شيوخه:
«أخي أبو الفيض السيد أحمد بن الصديق، العلامة الحافظ، كان يعرف الحديث معرفة جيدة، وصنف فيه التصانيف العديدة، وانقطع لَه، فأخرج لنا مصنفات ذكرتنا بالحفاظ المتقنين، كـ ((المداوي لعلل الجامع وشرح المناوي)) في ستة مجلدات ضخام، و ((هداية الرشد في تخريج أحاديث ابن رشد)) في مجلدين، واستخرج على ((مسند الشهاب)) وعلى ((الشمائل المحمدية))، وكتب أكثر من خمسين جزءا حديثيا، لا يعرف أن يكتبها أحد في عصرنا، خاصة ((فتح الملك العلي بصحة حديث باب مدينة العلم علي))، و ((درء الضعف عن حديث من عشق فعف))، وله غير ذلك من المصنفات في الحديث والفقه وغيرهما» (سبيل التوفيق في ترجمة عبد الله بن الصديق، ص: 62).
Ã-ويقول شقيقه المحدث عبد العزيز بن الصديق في ((تذكرة المؤتسي في ترجمة نفسي)):«أحمد بن محمد بن الصديق، شقيقي أبو الفيض، صاحب التآليف الكثيرة المفيدة، الحافظ الذي ألقت إليه علوم الرواية بالمقاليد، وحاز قصب السبق في مضمارها، وأتقن فنونها، فلا يوجد لَه نظير في مشرق الأرض ومغربها في الإحاطة بأصولها، وأقوال أئمتها، الحق أنه ابن حجر هذا العصر من غير منازع ولا مخالف، وتآليفه شاهدة بهذا لمن قرأها وسبر غورها» (نقلا عن: محمود سعيد ممدوح، فتح العزيز بأسانيد عبد العزيز ، ص: 7-8).
Ã-ويقول المحقق محمود سعيد ممدوح:
"وهو مستحق للوصف بالحفظ، وقد وصفه بذلك جمع من أعيان شهوده من ذوي الخبرة بالحديث وعلومه، فقد اشتهر بالطلب والأخذ من أفواه الرجال، وكان على معرفة بالجرح والتعديل، وبطبقات الرواة، مع تمييز لصحيح الحديث من ضعيفه، وكان حفظه للحديث قويا، وزاد على ما سبق أمرين:
أولهما: أماليه الحديثية، قال الحافظ الذهبي في ((الموقظة ، ص:67)):«وكان الحفاظ يعقدون مجالس الإملاء، وهذا عدم اليوم».
وثانيهما: كتابته المستخرجات، فاستخرج على ((مسند الشهاب)) للقضاعي، وجاء المستخرج في مجلدين ضخمين، ولم يكتف بالاستخراج على المسند فقط، بل يأتي بما في الباب بشرط إيراده مسندا ليكون الكتاب كله على منوال واحد.
ووضع مستخرجا على ((شمائل الترمذي))، فصارت في مجلد ضخم بعد أن كانت في جزء، كما استخرج على ما أسنده السهروردي في ((عوارف المعارف)).
وما أظن أن أحدا عمل المستخرجات بعد القرن السادس، نعم ذكر أن الحافظ العراقي استخرج على المستدرك، لكنه لم يكمله، والله أعلم" (تزيين الألفاظ بتتميم ذيول تذكرة الحفاظ، ص: 104-105).

## موته
أخبر أخوه الشيخ الزمزمي في بيان له : "إن ما حكاه الشيخ مرسي من أن الشيخ أحمد نادى عند موته باسم الرسول، أنا أعرف سببه لا الشيخ مرسي: إن أخي السيد أحمد كان من عادته إذا أصابته شدة أن ينادي باسم الرسول، كما هي عادة المتصوفة، فقد كنت معه ذات ليلة وقد أصيب بمرض خطير فصار ينادي باسم الرسول. وأنا أقرأ عليه القرآن ليذهب عنه ما يجد من المرض.

## مؤلفاته
- تحقيق الآمال في إخراج زكاة الفطر بالمال
- رسالة رفع شأن المنصف السالك وقطع لسان المتعصب الهالك بإثبات سنية القبض في الصلاة على مذهب الإمام مالك